# 호쿠에쓰 급행 호쿠호쿠선

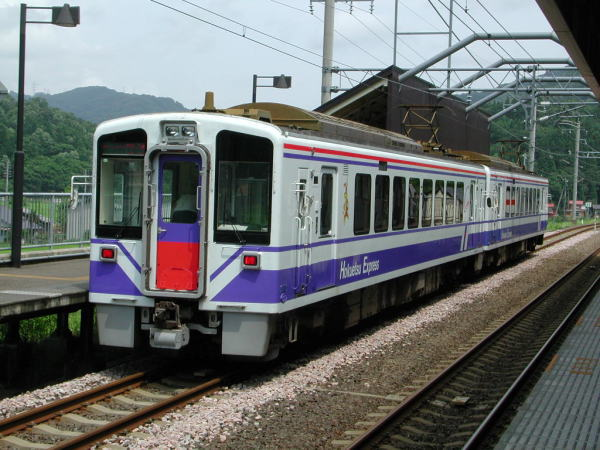
호쿠에쓰 급행 HK100형 전동차, 무시가와오스기 역
(호쿠호쿠 선의 보통・쾌속 열차 운행에 사용)

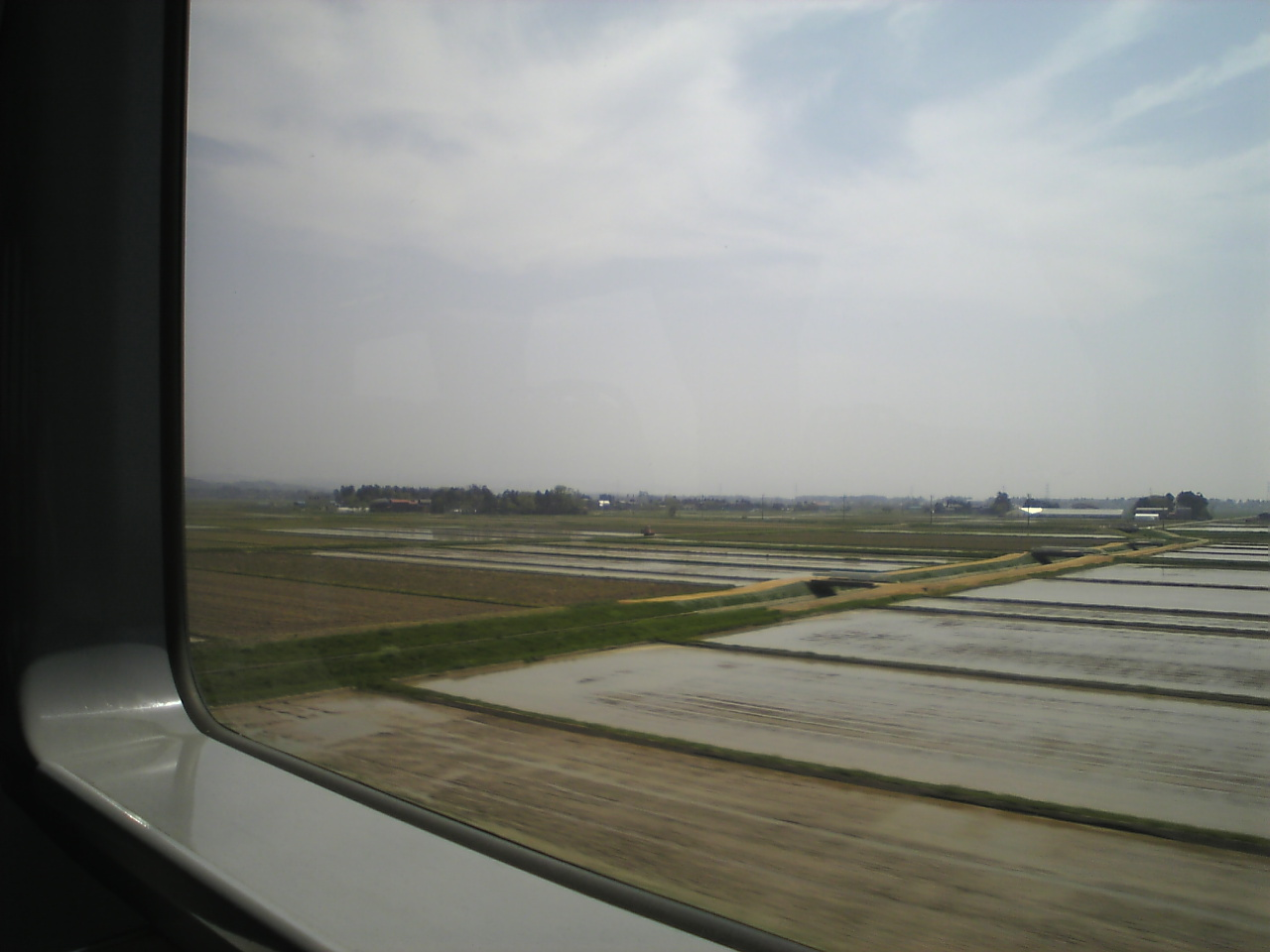
차창에서 보이는 전원 풍경
(사이가타역 - 구비키 역 간)

호쿠에쓰 급행 호쿠호쿠 선(일본어: ほくほく線, ほくほくせん 호쿠호쿠센[*])은 일본 호쿠에쓰 급행의 철도 노선이다. 니가타현 미나미우오누마시의 무이카마치역부터 조에쓰시의 사이가타역까지를 잇는다.

## 개요

### 시간 절약
호쿠호쿠 선에는 조에쓰 신칸센에 인접한 에치고유자와역과 호쿠리쿠 지방의 각 도시를 잇는 특급 열차인 하쿠타카가 운행되고 있다. 1997년에 호쿠호쿠 선이 개업한 이래, 이 지역에서 철도로 도야마현・이시카와현 방면과 간토 지방 방면으로 이동하는 경우에는, 에치고유자와 역에서 열차를 갈아타고 조에쓰 신칸센이나 조에쓰선으로 진입하는 방식이 가장 시간을 절약하는 경우가 많다.

### 흑자 경영
일본의 지방 사철은 전국적으로 적자를 보고 있는 노선이 많으나, 이 노선은 매년 수억 엔의 흑자를 내고 있어, 지방의 철도회사의 노선 중에서는 이익이 많은 편이다. 2001년도의 영업 수지율은 73.0%로, 제3섹터 철도 중에서는 경영 상태가 양호한 편이나, 전체 수익 중 9할은 특급열차 운영에 의한 것으로 추정된다. 2014년도에 호쿠리쿠 신칸센의 나가노역~가나자와역이 연장 개업하게 되면, 많은 이용자가 신칸센으로 크게 이동할 것이 확실시 되므로, 노선 주변의 이용자 확보나 활성화가 향후 과제가 되고 있다.
본 노선의 구상 초기에는 간토 지방과 호쿠리쿠 지방을 잇는 우등열차나 화물열차의 운전이 고려되고 있었다. 하지만 일본 국철의 위기로 국철 재건법이 발효되면서 공사가 중단되었고, 이후 이 노선이 제3섹터 방식으로 건설되면서 건설 과정에서 여객 전용선으로 바뀌어, 무거운 기관차는 이 선으로 들어갈 수 없게 되었다.。

### 특이 사항
노선의 특이점으로는, 건널목이 노선의 기종점 부근에만 각 한 곳씩 존재하고, 그 이외에는 고가나 터널로 비교적 구배가 적은 직선주로가 펼쳐져 있기 때문에, 고속 주행이 가능하다는 특징이 있다. 따라서 호쿠호쿠 선의 특급 열차는 1067mm의 협궤이기 때문에 노선의 안전성이 비교적 떨어짐에도 불구하고 게이세이 전철 나리타 공항선의 스카이라이너와 함께 재래선에서 일본에서 가장 빠른 최고속도 160 km/h로 운전한다. 또한, 보통열차도 빠른 가감속을 지원하는 높은 성능의 차량(최고속도 110 km/h)으로 운영하고 있다.
하지만 호쿠호쿠 선은 단선으로 건설된 상황에서 특급 열차까지 양방향으로 운영되고 있기 때문에, 다이어는 일반 열차가 특급열차에 따라잡히는 것을 최대한으로 방지하도록 구성되어 있다. 물론 속도 차이로 추월이 발생하기 때문에, 후속 열차를 대피하거나 교행할 수 있도록 터널 안에도 신호장이 세 곳 설치되어 있다. 또한 고속으로 주행할 수 있도록 가능한대로 선형을 직선에 가깝게 한 결과, 터널 구간의 비율이 많지만, 이는 이 노선 주변의 폭설로 인해 발생할 수 있는 눈에 의한 포인트 전환 불가능, 대피 정차시 발생할 수 있는 팬터그래프에 눈이 쌓이는 등의 문제점을 방지한다는 장점을 가지고 있다.
기점・종점역인 무이카마치 역・사이가타 역과 도카마치역 이외의 전 역은 무인역으로 운영되며, 이 역들에서는 역마다 다른 통과 경고 음향이 흐른다.
또한, 정식 기점은 무이카마치 역이고, 조에쓰선과의 직결운행 관계로 무이카마치 역 방향이 상행인 것 같지만, 실제 열차 운행이나 여객 안내에서는 조에쓰시, 사이가타 역 방면이 상행, 무이카마치 역 방면이 하행선으로 안내되고 있다.

### 노선 정보
- 연장 거리(영업 킬로미터): 59.5km
- 궤간: 1,067mm
- 역 수（기종점을 포함）: 12
- 최고 속도 : 160km/h (특급, 140 km/h 구간 제외. 게이세이 전철 나리타 공항선과 함께 영업중인 일본 재래선 중 최고 속도임)、140 km/h(야쿠시토우게 신호장 - 마쓰다이 간, 무시가와오스기 - 구비키 간), 110 km/h(보통・쾌속열차)
- 복선 구간 : 없음 (전 구간 단선)
- 전력 공급 구간 : 전 구간(직류 1,500볼트)
- 고가 구간 : 전 구간
- 최소 곡선 반경 : 400m
- 최고 구배 : 33‰
- 최장 터널 : 아카쿠라 터널 (10,472m, 우오누마큐료-신자 간)
- 폐색 방식: 단선자동폐색식
- 보안 장치 : ATS-P
- 운전 지령실 : 무이카마치 지령실

## 역사
본래에는 일본 철도부설법의 개정철도부설법례표 제 55호의 3에 '니가타현 나오에쓰부터 마쓰다이 부근을 경유해 무이카마치에 이르는 철도'(일본어: 新潟縣直江津ヨリ松代附近ヲ經テ六日町ニ至ル鐡道)로 지정된 노선으로 일본 국철 '호쿠에쓰호쿠 선(일본어: 北越北線 호쿠에쓰호쿠센[*]'으로 부설될 계획으로 지정된 노선이었다. 이후 호쿠에쓰 북선을 줄여 히라가나로 쓴 현재의 호쿠호쿠 선이라는 노선명이 공모를 통해 결정되었다. 따라서 본 노선명은 애칭 같아 보이지만, 사실은 정식 명칭이다.

### 노선 유치 경쟁
쇼와 시대 초기에 이 지방에 버스가 운행되기 시작했으나, 당시의 도로 제설체계가 아직 정해지지 않아서, 겨울철에는 버스의 운행이 불가능하게 되어 각 부락이 완전히 고립무원의 상태가 되는 것이 현실이었다. 이런 이유로 철도에의 열망이 높아지고 있었기 때문에, 다이쇼 시대에 개통된 구비키 철도와 연계해 호쿠리쿠 본선과 조에쓰선을 연결하는 철도를 실현하고자 하는 운동이 전개되었다. 당초에는 조에쓰선과의 연결점을 무이카마치로 하고, 대응점을 신에쓰본선의 다카마치역으로 하는 안과, 나오에쓰로 하는 안이 있었다. 하지만 조에쓰선과 호쿠리쿠 본선을 연결하는 노선의 기능을 고찰한 결과, 최종적으로 나오에쓰쪽 안으로 결정되었다. 한편, 1940년에는 조에쓰선 쪽 접점을 에치고유자와로 옮기자는 안이 나와, 당시의 철도성이 양쪽 안을 실제로 비교측량하였다. 이 에치고유자와로 접속하는 안이 철도준설법의 동 호에 나오는 '마쓰다이 부근에서 분기해 유자와(현재의 에치고유자와)에 이르는 철도'(일본어: 及松代附近ヨリ分岐シテ湯澤ニ至ル鐡道)로 규정된 '호쿠에쓰난 선'(일본어: 北越南線 호쿠에쓰난센[*])이다. 여기에서 '남북전쟁'이라고 칭해지는 격렬한 유치 전쟁이 벌어지게 되었다. 1944년에는 시나노가와 발전소의 공사 전용선의 형태로 북선 측이 채택되어 공사 예산이 배정되었지만, 제 2차 세계대전의 전황 악화로 공사가 중지되었다.
제2차 세계대전 이후, 1950년부터 유치운동이 재개되었지만, 변함없이 남북의 대립이 계속되었다. 북선 측이 주장하는 이점은, 보다 큰 도시를 통과하기 때문에 채산성이 있어 선 주변의 발전에 공헌할 수 있고, 산사태 지대가 아니어서 방재에도 유리하다는 점이었고, 남선을 주장하는 이들이 앞세운 이점은, 거리가 짧고 구배가 작으며, 미개발된 자원이나 온천지대를 통과하여 발전을 이룰 수 있다는 점이었다. 이러한 양선을 합해 '조에쓰사이 선'이라는 호칭이 사용되고 있었다. 조에쓰난 선은 우라가와라 역에서 분기해, 마쓰노야마 정을 통과해, 이야마 선의 에치고시타와카리 역 - 에치고타자와역 사이를 공용한 이후, 시나노강을 지나 에치고유자와역까지 잇는, 일본 국도 353호선에 인접한 것이었다. 이후 1953년 2월에 열린 철도 건설 심의회에서는, 현지의 의견이 통일되지 않았다는 이유로 착공안을 보류하였다. 이후 남북 양쪽의 합의에 의해, 니가타 현 지사에 결정을 일임하였으나, 동년 8월에 니가타현 지사가 북선을 채택하는 결정을 내리고 9월의 기성동맹회 총회를 남선측이 보이콧하게 되면서 양쪽의 싸움이 계속되게 되었다. 1961년에서야 야쓰노미야 정 중심부의 산사태 재해가 발생해 철도 통과에 적절하지 않다는 의견이 생기고, 또한 도로 교통의 발달로 이제 굳이 철도유치를 고집할 필요가 없게 되자, 한쪽의 노선이 채택되면 반대쪽의 노선 쪽에서 철도와 연결하는 도로를 정비하는 것을 조건으로, 2월 23일에 북선측과 남선측 간의 협약을 체결하고, 일본 국철에 결정을 위임하게 되었다. 이후 1962년 철도 건설 심의회가 북선 측을 예정선에 채택하고, 1964년 운수대신이 호쿠에쓰 북선을 공사선으로 승인하고, 일본철도건설공단에 공사계획 실시 수립을 지시했다..

### 직통 운전 승인
1968년 8월 14일에 우선 무이카마치 - 도카마치 간이 착공했다. 어림셈한 공사비는 50억 1800만엔에 달했다. 또한 1973년 3월 24일에는 사이가타까지의 나머지 구간도 착공했으며, 이 구간의 어림셈한 공사비는 239억 3400만엔이었다. 국철과의 협의를 통해, 장래적으로는 우등열차나 화물열차의 운행도 상정하고 있었다. 이후 당초의 비전철화 계획이 전철화로 수정되었고, 이에 따라 예상 공사비는 511억 8600만엔으로 증가하였다. 그러나 나베타치야마 터널이 난공사로 진행되어 공사가 전망보다 꽤 늦게 진행되었고, 여기에 일본 국철의 경영 악화로 인해 1980년 일본국유철도 경영재건 촉진 특별조치법(국철재건법)에 의해 철도 공사가 중단되었다. 이는 국철재건법의 공사 속행 기준이 추정 상하차량이 4,000명/일이었던 것에 비해 당시 호쿠에쓰 북선의 예상 운송량이 1,600명/일에 불과했기 때문이다. 이 시점에서 용지 취득은 73%, 노반공사는 58% 공정을 보였으며, 공사비는 415억엔이 투자되었다.
국철 재건법에서는, 건설이 중단된 지방철도신선에 대해, 그 지방이 제3섹터를 설립해 이를 인수하는 것이 가능하다고 정해두었다. 1983년에 전 수상인 다나카 가쿠에이의 움직임에 의해 이 노선에 대해 제3섹터가 고려되기 시작했다. 다만, 당시의 니가타 현 지사였던 기미 다케오는 제3섹터화에 신중해, 제 3자의 컨설턴트를 통해 경영분석을 실시하고, 국철로의 노선 연장을 실시하는 것을 조건으로 붙였다. 더군다나, 기미 다케오는 컨설팅을 아키타 내륙 종관철도 아키타 내륙선에 대해 '영구히 흑자전환할 가능성이 없다'라는 비관적인 진단을 내린 회사에 의뢰하였다. 그런데, 니가타 현의 예상과는 달리, 컨설턴트는 '5년 내 단년도 흑자, 10년 내 누적흑자'가 가능하다는 보고서를 제출했고, 국철도 직통운전을 승낙했다. 이렇게 해서 1984년 8월 30일에 호쿠에쓰 급행이 설립되어, 1985년 2월 1일에 철도사업의 면허를 취득하고, 3월 16일에 일본철도시설공단측이 공사를 재개하였다.
공사를 중단한 시점에서 나베타치야마 터널에는 중앙부 645m의 미굴착 구간이 남아있었다. 하지만 이 짧은 구간에, 약 10년 남짓의 세월과 146억엔의 공사비가 투입되었다. 처음의 중앙갱도선진공법에서는 강력한 토압에 의해 지보공을 좌굴하는 등의 문제가 발생했다. 이어 터널 보링머신이 투입되었으나, 굴착 중에 토압에 의해 발진지점 뒤로 되밀어지는 사태가 발생했다. 결국 주입제를 삽입하고, 최종적으로는 손으로의 굴착도 실시하는 등, 645m를 굴착하기 위해 29가지의 공법이 구사되었다. 결국 1992년 10월 29일에 간신히 선진 갱도를 관통하고, 1995년 3월 7일에 마침내 터널을 준공하였다.

### 특급 열차 운행
1988년 8월, 정비 신칸센 문제 관계로 호쿠리쿠 신칸센의 건설 전망이 보이지 않았던 상황에서 호쿠에쓰 북선을 고속화해 슈퍼 특급을 달리게 하는 계획이 일본 운수성에 의해 세워졌다. 원래 우등 열차의 운전을 상정해 높은 규격으로 건설되고 있었기 때문에, 다음 해 5월 31일에 호쿠에쓰 급행은 JR과의 직통열차 운행을 위해 최고속도 95 km/h에서 160 km/h로의 운행최고속도 변경, 동력 방식을 내연기관에서 전동으로 변경하는 것을 골자로 하는 공사실시계획의 변경을 신청하고, 7월 31일에 운수대신이 이를 허가하면서 10월 2일부터 본격적인 노선의 고속화 사업이 시작되었다. 추가 건설에 필요한 310억엔은 건설을 담당한 일본철도건설공단의 지방 신칸센 공사비에서 70억엔, 간선 철도 활성화사업비보조금이 42억엔, 호쿠에쓰 급행의 출자금이 40억엔, JR동일본의 부담금이 158억엔으로 구성되었다..
당초 계획에는, 무이카마치 역부터 호쿠에쓰 급행 전용 플랫폼에서 다카사키 방면의 JR과 선로를 접속할 예정이었지만, 전용 플랫폼에서 발차하는 보통열차와 별도로, 에치고유자와 역에서의 급행열차가 호쿠에쓰 급행 선로로 직접 진입할 수 있도록 하는 건넘선이 추가되었다. 도카마치역에서는, 이야마선 위를 통과해 다시 지상으로 내려와 플랫폼을 설치한 계획이었지만, 플랫폼 전후에 생기는 급구배와 급곡선 문제를 해결하기 위해 고가 위에 승강장을 설치하게 되었다. 또한 사이가타 역에서는, 고가로 JR선을 통과해 바다쪽에 전용 플랫폼을 마련할 계획이었으나, 신에쓰 본선 상하선 사이로 내려와 JR선으로 노선을 연장하는 구조로 바뀌게 되었다. 또한, 고속화에의 제약이 되고 있던 분기기의 통과속도 제한을 완화하기 위해, 교행 설비를 갖추었다. 또한 캔트도 향상하였다.
드디어 건설을 마친 이 선은 1997년 3월 22일에 개업했으며, 일본 수도권에서 '호쿠에쓰 신선'이라는 이름으로 선전되었다. 개업과 동시에 이 노선을 경유하는 특급인 하쿠타카의 운행이 개시되었다. 물론 노선은 이미 160 km/h에 대응하여 건설이 완료되었으나, 기술적인 검토가 되어야 하는 부분이 있어 그 이전까지는 140 km/h로 운전하게 되었다. 이후 하쿠타카는 1998년 12월 부로 150 km/h로 가속하고, 2000년 3월에 최초의 예정이었던 160 km/h 운전을 개시하게 된다.

### 절전 운영 돌입
2004년 10월 23일에 니가타 현 주에쓰 지진이 발생한 이후 전선의 운행이 중단되었으며, 10월 26일에 지진 피해가 적었던 사이가타 - 마쓰다이 간 보통열차 한정 임시 운행이 재개 되었고, 11월 2일에 다시 전선의 운행을 재개했으나, 속도 제한이 있었고, 12월 17일에서야 다시 원래 속도의 운전을 재개했다. 또한, 2005년 2월 11일부터 조에쓰선이 전선 복구하기 전까지의 3월 24일까지 주말의 13일간 급행 노토가 호쿠호쿠 선을 경유해 운행하였다.
2007년 7월 16일에 발생한 니가타 현 주에쓰 오키 지진으로, 하루 동안만 하쿠타카 운행이 전면 운휴되었다. 또한 2011년 도호쿠 지방 태평양 해역 지진 발생 이후 일본 전역에 계획정전이 발생함에 따라 2011년 3월 15일부터 열차의 운행 회수와, 편성량수를 1량으로 감량하는 등의 조치를 취하였다. 이 조치는 9월 1일부터 중단되었지만, 이후 호쿠호쿠 선에서는 역의 조명이나 차내 조명을 감소시키는 등의 조치를 현재까지 지속적으로 펼쳐나가고 있다.

## 운행 형태
조에쓰 신칸센 에치고유자와 역과 호쿠리쿠 방면을 잇는 특급 '하쿠타카'(일본어: はくたか)가 호쿠호쿠 선을 경유한다. 하쿠타카는 2002년 3월부터 호쿠호쿠 선 안에서 최고 속도 160 km/h로 영업운전을 실시하고 있다. 위에서 기술하였듯 이는 일본의 협궤 철도에서 가장 빠른 속도이다.
참고로 호쿠에쓰 급행의 하쿠타카 이외에도, 이 속도로 운전이 가능한 681계・683계 8000번대에 한해, 동일한 차를 탑재한 신호교환장치에 130 km/h 이상의 주행이 허가된다. 참고로 이러한 주행 허가는 신호기에 상하에 파란색 신호가 현시되는 '고속 진행' 신호 표시로 이루어지며, 이를 실현하기 위해 호쿠호쿠 선의 신호 체계는 여섯 개의 등으로 여섯 개의 신호를 구성하는 6현시 체계로 되어 있다.

### 일반 열차
특급 이외에 쾌속・각역정차(보통열차)가 설정되어 있다. 이 중 쾌속 열차는 왕복 4회만이다. 거의 모든 열차는 JR선의 주요 역 이외의 역들을 통과 하는 것을 제외하고 에치고유자와 - 나오에쓰 간을 왕복 운행하지만, 일부 열차는 무이카마치 역(특히 입고, 출고 열차의 경우)과 사이가타 역(주간 오전에 하행선 2회, 상행선 1회)에서 발차·종착한다. 또한 주간에 무이카마치 - 무사가와오스기 간(평일 한정, 주말은 나오에쓰까지 정상 운행), 야간에 무이카마치 - 마쓰다이 구간을 각 1회 왕복하는 구간 열차가 존재하며, 최근 몇년 간 나오에쓰 역을 넘어 아라이역까지의 임시 연장 운행을 실시하는 경우도 있었다. 쾌속・일반열차의 경우 하쿠타카의 사이를 달려야 하고, 또한 역간 거리가 길기 때문에, 로컬선의 보통열차로서는 고속의 부류에 들어가는 운행을 실시한다. 또한 쾌속과 일반열차를 운행하는 차량인 HK100형은 1인승무 차량으로서는 놀라운 수준의 최고속도 110 km/h와 뛰어난 가감속 성능을 가지고 있다.
터널 구간이 많아 재해에도 안전할 것 같아 보이지만, 실제로는 노선의 초반·종반이나 도카마치 역 부근 같이 지상에 노출된 구간이 있고, 특히 JR 노선의 경우 전 선 지상으로 운행되기 때문에, 열차 운행의 안전을 위하여 일반 철도와 같이 재해 발생시 운행을 중단하거나 감속하고 있다. 실제로 하쿠타카는 폭우나 폭설이 발생할 시에 전면 중단되며, 전 노선의 안전이 확인되지 않을 경우에는 일반 열차의 운행 또한 휴지가 결정되고 있다.

### 열차 운영
특급이나 쾌속열차가 정차하지 않는 역에서는 이러한 열차가 갑자기 고속으로 통과해 위험할 수 있으므로, 승강장 입구에는 스윙 게이트가 설치되어, 열차에 승강할 때의 이외에는 홈에 들어가지 못하도록 하는 경고문이 붙어 있다.특히 미사시마 역은 홈이 터널 안에 있어, 통과 열차가 접근할 때, 풍압에 의해 사람이 날아갈 수 있는 위험이 높아, 열차 도착 후 2분 이내 홈에서 나올 필요가 있다. 따라서, 무인역의 경우에도 위험을 방지하기 위해 승강장에 감시 카메라를 설치해, 열차가 발착한 후에도 승강장에 남아 있으면 주의를 받게 된다.
한편, 호쿠호쿠 선의 경우 터널이 많아 주변 풍경을 보는 것이 불가능한 노선의 특징을 뒤집어, 터널을 주행중에 열차 안에서 영상을 감상할 수 있도록 하는 '유메조라'(일본어: ゆめぞら, 꿈하늘 호)라는 동심 어린 차량이 일반 열차에서 운행되고 있다. 이 유메조라호는 주로 금, 토, 공휴일에 운행하며, 계절에 따라 다른 영상이 상영된다. 자세한 운행일자는 호쿠에쓰 급행 주식회사의 홈페이지에 공지되어 있다.
다만, '하쿠타카'를 우선으로 한 운행시각 배정에서 발생하는 문제로, 호쿠호쿠 선과 접속하는 호쿠리쿠 본선, 조에쓰선, 이야마선 상에서 신칸센이나 일부 급행열차를 제외한 보통열차간의 접속이 매우 나쁘고, 또한 상하선 모두를 몇 분 차이로 갈아탈 수 없는 다이어그램 설정이 매우 많다. 또한 JR 동일본, 서일본의 다이어그램 개정이 많은데다 양 회사에 맞추어 다이어그램을 짜야하는 회사 상황 때문에 다이어 개정이 자주 이루어지는 문제 또한 존재한다. 다만 2010년 12월 4일부터는 동일본 대지진 관계로 2012년 3월 17일까지 다이어그램 개정이 없었다.

## 운용 열차
모든 열차는 전동차이다.
- 특급 '하쿠타카'
  - 681계 0호대 (W편성) - JR 서일본 가나자와 종합차량소 소속
  - 681계 2000번대 (N편성) - 호쿠에쓰 급행 소속
  - 683계 8000번대 (N편성) - 호쿠에쓰 급행 소속
  - 683계 4000번대 (T편성) - JR 서일본 가나자와 종합차량소 소속 (주로 예비용)[13]
  - 489계 0번대 (H편성) - JR 서일본 가나자와 종합차량소 소속 (예비, 혹은 임시열차용)

2011년 5월 중순부터 종래의 489계를 대신하는 특급 선더버드 용도의 683계 4000번대가 주로 쓰이는 하쿠타카 열차가 이상시 예비차량 운행을 담당하고 있다. 단, 이 열차의 호쿠호쿠 선 내 최고운전속도는 제동장치 등의 문제로 489계와 같이 130 km/h로 제한되지만, JR선에서는 W, N편성과 동등의 성능으로 운전이 가능해, 489계에 비해 지연시간이 대폭 줄어든다.
- 보통열차
  - HK100형 - 호쿠에쓰 급행 소속
  - HK100형 100번대 - 호쿠에쓰 급행 소속

### 과거 사용 열차
- 특급 '하쿠타카'
  - 485계 300번대 (V편성) - JR 서일본 가나자와 종합차량소 소속
  - 485계 3000번대 (R편성) - JR 동일본 니가타 차량센터 소속

## 역 목록
- 모든 선은 니가타현에 있다.
- 이해를 돕기 위해, 호쿠호쿠 선의 열차가 통과하는 JR 조에쓰선과 신에쓰 본선 구간을 합쳐 기재하였다. JR의 보통열차는 호쿠호쿠 선의 열차와 달리 전 역에 정차한다.

범례
정차역 … ●：모든 열차 정차, ｜：모든 열차 통과, ＊：일부 열차 정차, ※：여름・겨울철에 일부 열차 정차, △：일부 하행열차 통과
노선 … ∥：복선구간、◇：교행 가능 역 (단선구간), ｜：단선구간 (교행 불가능), ∨：여기에서 단선화、∧：여기부터는 복선
| 운영회사      | 노선명      | 역명                     | 일본어 역명        | 역간 거리(km) | 무이카마치부터의 거리(km) | 보통 | 쾌속 | 초쾌속 스노우 래빗 | 접속 노선                                                                                        | 선로 형태 | 소재지                    |
| ------------- | ----------- | ------------------------ | ------------------ | ------------- | ------------------------- | ---- | ---- | ------------------ | ------------------------------------------------------------------------------------------------ | --------- | ------------------------- |
| JR 동일본     | 조에쓰선    | 에치고유자와             | 越後湯沢           | -             | -17.6                     | ●    | ●    | ●                  | 조에쓰 신칸센・조에쓰선 (미나카미 방면・갈라 유자와 지선)                                        | ∥         | 미나미우오누마군 유자와정 |
| JR 동일본     | 조에쓰선    | 이시우치                 | 石打               | 6.4           | -11.2                     | ｜   | ｜   | ｜                 |                                                                                                  | ∥         | 미나미우오누마시          |
| JR 동일본     | 조에쓰선    | 오사와                   | 大沢               | 4.0           | -7.2                      | ｜   | ｜   | ｜                 |                                                                                                  | ∥         | 미나미우오누마시          |
| JR 동일본     | 조에쓰선    | 조에쓰코쿠사이스키조마에 | 上越国際スキー場前 | 1.0           | -6.2                      | ｜   | ｜   | ｜                 |                                                                                                  | ∥         | 미나미우오누마시          |
| JR 동일본     | 조에쓰선    | 시오자와                 | 塩沢               | 2.3           | -3.9                      | ＊   | ｜   | ｜                 |                                                                                                  | ∥         | 미나미우오누마시          |
| JR 동일본     | 조에쓰선    | 무이카마치               | 六日町             | 3.9           | 0.0                       | ●    | ●    | ＊                 | 조에쓰 선 (고이데 방면)                                                                          | ∨         | 미나미우오누마시          |
| 호쿠에쓰 급행 | 호쿠호쿠 선 | 무이카마치               | 六日町             | 3.9           | 0.0                       | ●    | ●    | ＊                 | 조에쓰 선 (고이데 방면)                                                                          | ∨         | 미나미우오누마시          |
| 호쿠에쓰 급행 | 호쿠호쿠 선 | 우오누마큐료             | 魚沼丘陵           | 3.6           | 3.6                       | ●    | ｜   | ｜                 |                                                                                                  | ｜        | 미나미우오누마시          |
| 호쿠에쓰 급행 | 호쿠호쿠 선 | 아카쿠라 신호장          | 赤倉信号場         | -             | (8.5)                     | ｜   | ｜   | ｜                 |                                                                                                  | ◇         | 도카마치시                |
| 호쿠에쓰 급행 | 호쿠호쿠 선 | 미사시마                 | 美佐島             | 8.6           | 12.2                      | ●    | ｜   | ｜                 |                                                                                                  | ｜        | 도카마치시                |
| 호쿠에쓰 급행 | 호쿠호쿠 선 | 신자                     | しんざ             | 2.2           | 14.4                      | ●    | ｜   | ｜                 |                                                                                                  | ｜        | 도카마치시                |
| 호쿠에쓰 급행 | 호쿠호쿠 선 | 도카마치                 | 十日町             | 1.5           | 15.9                      | ●    | ●    | ●                  | 이야마 선                                                                                        | ◇         | 도카마치시                |
| 호쿠에쓰 급행 | 호쿠호쿠 선 | 야쿠시토게 신호장        | 薬師峠信号場       | -             | (23.8)                    | ｜   | ｜   | ｜                 |                                                                                                  | ◇         | 도카마치시                |
| 호쿠에쓰 급행 | 호쿠호쿠 선 | 마쓰다이                 | まつだい           | 13.3          | 29.2                      | ●    | ●    | ｜                 |                                                                                                  | ◇         | 도카마치시                |
| 호쿠에쓰 급행 | 호쿠호쿠 선 | 기묘 신호장              | 儀明信号場         | -             | (34.1)                    | ｜   | ｜   | ｜                 |                                                                                                  | ◇         | 도카마치시                |
| 호쿠에쓰 급행 | 호쿠호쿠 선 | 호쿠호쿠오시마           | ほくほく大島       | 9.4           | 38.6                      | ●    | ●    | ｜                 |                                                                                                  | ｜        | 조에쓰시                  |
| 호쿠에쓰 급행 | 호쿠호쿠 선 | 무시가와오스기           | 虫川大杉           | 6.2           | 44.8                      | ●    | ●    | ｜                 |                                                                                                  | ◇         | 조에쓰시                  |
| 호쿠에쓰 급행 | 호쿠호쿠 선 | 우라가와라               | うらがわら         | 2.0           | 46.8                      | ●    | ●    | ｜                 |                                                                                                  | ｜        | 조에쓰시                  |
| 호쿠에쓰 급행 | 호쿠호쿠 선 | 오이케이코이노모리       | 大池いこいの森     | 4.9           | 51.7                      | △    | ｜   | ｜                 |                                                                                                  | ｜        | 조에쓰시                  |
| 호쿠에쓰 급행 | 호쿠호쿠 선 | 구비키                   | くびき             | 1.9           | 53.6                      | ●    | ●    | ｜                 |                                                                                                  | ◇         | 조에쓰시                  |
| 호쿠에쓰 급행 | 호쿠호쿠 선 | 사이가타                 | 犀潟               | 5.9           | 59.5                      | ●    | ●    | ｜                 | 신에쓰 본선(가시와자키 방면)                                                                     | ∧         | 조에쓰시                  |
| JR 동일본     | 신에쓰 본선 | 사이가타                 | 犀潟               | 5.9           | 59.5                      | ●    | ●    | ｜                 | 신에쓰 본선(가시와자키 방면)                                                                     | ∧         | 조에쓰시                  |
| JR 동일본     | 신에쓰 본선 | 구로이                   | 黒井               | 4.4           | 63.9                      | ｜   | ｜   | ｜                 |                                                                                                  | ∥         | 조에쓰시                  |
| JR 동일본     | 신에쓰 본선 | 나오에쓰                 | 直江津             | 2.7           | 66.6                      | ●    | ●    | ●                  | 신에쓰 본선(나가노 방면) 호쿠리쿠 본선 (가나자와·후쿠이·와쿠라온센까지 특급 '하쿠타카' 직통운전) | ∥         | 조에쓰시                  |

## 같이 보기
- 일본의 철도 회사 목록

## 참고 문헌
- 日本鉄道建設公団高速化研究会 (일본철도건설공단 고속화 연구회), 편집. (1998년 10월 20일). 《三セク新線高速化の軌跡 (3섹터 신선 고속화의 궤적)》 (일본어) 초,판. 일본 교통신문사. ISBN 4-87513-077-5. 다음 글자 무시됨: ‘ 和書 ’ (도움말)